# Kevin & Kell
Kevin & Kell ist ein Comic und Web-Comic von Bill Holbrook.
Kevin & Kell erscheint seit dem 3. September 1995 täglich. Er gilt als der älteste täglich erscheinende Web-Comic.
Von Januar 2004 an wurden die Comic-Strips 10 Jahre lang auch im The Atlanta Journal-Constitution veröffentlicht.

## Inhalt
Die Hauptfiguren sind der Hase Kevin und die Wölfin Kell, die sich in einem Chat kennenlernten und sich verliebten, obwohl sie an unterschiedlichen Enden der Nahrungskette stehen. Sie leben zusammen mit ihren Kindern aus erster Ehe, einem Wolf und einer adoptierten Igelin, und ihrem gemeinsamen Baby, einer fleischfressenden Häsin.
Ein regelmäßiges Thema sind auch die Probleme von Minderheiten wie vegetarischen Wölfen oder das Zusammenleben von Fleisch- und Pflanzenfressern mit ihrer Umwelt.

## Veröffentlichung
Seit 2000 erschienen die Comics auch in deutscher Übersetzung, wobei meist mehrere Strips pro Tag erschienen, um den Vorsprung der englischen Fassung langsam aufzuholen. 2010 wurde die Übersetzung mit dem Strip vom 27. Oktober 2007 eingestellt.

## Werke
Mehrere Bücher mit Sammlungen von Kevin & Kell Comic-Streifen wurden veröffentlicht. Sie werden derzeit von Holbrooks eigenem Verlag, Pencil Rough Productions vertrieben. Die ersten Bücher wurden von Plan 9 Publishing veröffentlicht.
| #          | Name                                              | ISBN                    |
| ---------- | ------------------------------------------------- | ----------------------- |
| 1          | Quest for Content                                 | ISBN 0-9660676-0-6.     |
| 2          | Seen Anything Unusual?                            | ISBN 0-9660676-1-4.     |
| 3          | Accepting Domestication                           | ISBN 0-9660676-6-5.     |
| 4          | Run Free!                                         | ISBN 0-9660676-9-X.     |
| 5          | For the Birds                                     | ISBN 1-929462-18-2.     |
| 6          | Election Night Fever                              | ISBN 1-929462-29-8.     |
| 7          | Booth Bunnies                                     | ISBN 1-929462-26-3.     |
| 8          | Carrots & Sticks (Hardcover & Soft cover)         | ISBN 1-929462-30-1.     |
| 9          | Straight Outta Computers (Hardcover & Soft cover) | ISBN 1-929462-87-5.     |
| 10         | Oh, the Humanity                                  | ISBN 1-929462-65-4.     |
| 11         | Iron Rabbit                                       | ISBN 1-929462-07-7      |
| 12         | Yo Momma                                          | ISBN 1-929462-79-4.     |
| 13         | Pregnant Paws                                     | ISBN 978-0-9748915-2-1. |
| 14         | Rules of Engagement                               | ISBN 978-1-9395440-4-9. |
| 15         | On Strike!                                        | ISBN 978-1-9395440-5-6. |
| 16         | Honeymoon 2.0                                     | ISBN 978-1-9395440-6-3. |
| 17         | Alpha Female                                      | ISBN 978-1-9395440-7-0. |
| 18         | Predator Camp                                     | ISBN 978-1-9395441-0-0. |
| 19         | Mouscar                                           | ISBN 978-1-9395441-5-5. |
| 20         | Sheep Dip                                         | ISBN 978-1-9395442-2-3. |
| 21         | Paper Trained                                     | ISBN 978-1-9395443-2-2. |
| 22         | Little Shop of Carnivores                         | ISBN 978-1-9395443-5-3. |
| 23         | Turvy                                             | ISBN 978-1-9395443-8-4. |
| 24         | Mouse Mom                                         | ISBN 978-1-9395444-1-4. |
| 25         | Revenge Served Wild                               | ISBN 978-1-9395444-2-1. |
| Treasury 1 | Historic Kevin & Kell                             | ISBN 978-0-9748915-7-6. |
| Treasury 2 | The Great Bird Conspiracy                         | ISBN 978-1-9395440-9-4. |

## Adaptionen
Im Jahr 2005 wurde mit Kevin And Kell The Roleplaying Game ein Rollenspiel basierend auf Kevin und Kell von Comstar Games veröffentlicht. Fünf Jahre später erschien eine App.